# Psychroteuthis glacialis
Mực băng (Danh pháp khoa học: Psychroteuthis glacialis) là loài duy nhất được biết đến trong các đơn loài thuộc chi Psychroteuthis, thuộc họ Architeuthidae. Trong khi chỉ có một loài đã được xác nhận, hai loài chưa được mô tả cũng có thể tồn tại. Các loài được ghi nhận ở các vùng nước ven biển gần Nam Cực và Nam Mỹ. Mực băng có thể phát triển đến chiều dài 44 cm. P. glacialis được biết là loài ăn nhiều tôm cua, cá và các loài nhuyễn thể Nam Cực và cá bạc Nam Cực. Những loài vật biết thường xuyên ăn mực băng bao gồm các loại chim biển nhỏ ở Nam Cực, chim hải âu, Hải cẩu Ross con dấu, hải âu, hải âu xám đầu, và các con chim cánh cụt hoàng đế.